# Biber Glaciaal
| Correlatieschema | Correlatieschema | Correlatieschema | Correlatieschema |
| Alpien           |                  | Scandinavisch    | M.I.S.           |
| ---------------- | ---------------- | ---------------- | ---------------- |
| Würm             | =                | Weichselien      | 2-5d             |
| Riss-Würm        | =                | Eemien           | 5e               |
| Riss             | =                | Saalien          | 6                |
| Mindel-Riss      |                  | ?                |                  |
| Mindel           | =                | Cromerien-A      | 16?              |
| Günz-Mindel      |                  | ?                |                  |
| Günz             |                  | Tiglien          | 92?              |
| Donau-Günz       |                  | ?                |                  |
| Donau            |                  | ?                |                  |
| Biber-Donau      |                  | ?                |                  |
| Biber            |                  | Pretiglien?      |                  |
| tabel 1          |                  |                  |                  |

De (super?)etage Biber (of Biber Glaciaal) is een periode van vergletsjering in de Alpen gebaseerd op afzettingen in een terras van de Biber. De Biber is een zijrivier aan de rechteroever van de Donau in het gebied van het Iller-Lech Plateau in Zuid-Duitsland.
Het Biber Glaciaal maakt deel uit van de Alpiene onderverdeling van het Pleistoceen. Er zijn in dit gebied geen oudere afzettingen bekend met aanwijzingen voor vorming tijdens een koud klimaat. Algemeen wordt daarom aangenomen dat het Biber Glaciaal de oudste Alpiene vergletsjering is. In het gebied van de Illergletsjer zijn 5 opvolgende terraslichamen bekend die men binnen deze periode plaatst. Het is goed mogelijk dat elk terraslichaam een koude periode weerspiegelt maar zeker is dat niet.
Voor Noord-Europa bestaat een andere indeling van het Pleistoceen die is gebaseerd op de vergletsjeringen vanuit Scandinavië. Het is niet volledig bekend welke glacialen uit beide indelingen met elkaar in tijd overeenkomen (correleren). De term Biber wordt in het gebied van de Scandinavische vergletsjeringen dus niet gebruikt. Hoewel het Biber Glaciaal vaak met het Noord Europese Pretiglien gecorreleerd wordt, staat dit niet vast (Zie tabel 1). Dit is eigenlijk alleen gebaseerd op het feit dat zowel Biber Glaciaal als Pretiglien in beide gebieden de oudste echt koude perioden weerspiegelen.
Uit recent dateringsonderzoek is komen vast te staan dat het Günz Glaciaal een ouderdom van 2.35 Ma heeft, wat overeenkomt met M.I.S. 92. Omdat M.I.S. 100 de oudste glaciale periode is, resteren er voor de hele periode van het Donau en het Biber Glaciaal vier koude perioden. Als alle terrassen binnen beide perioden (totaal negen) een aparte koude tijd weerspiegelen, dan is òf de datering van 2.35 Ma niet juist of hebben zich meer dan één terras binnen één koude periode gevormd. Er blijft ook nog de mogelijkheid bestaan dat één of meer terrassen zich voor het Pretiglien gevormd hebben (dus voor 2.558 Ma).